# Țărvendol, Kiustendil
Țărvendol (în bulgară Цървендол) este un sat în comuna Kiustendil, regiunea Kiustendil,  Bulgaria. 

## Demografie
La recensământul din 2011, populația satului Țărvendol era de 2 locuitori. Nu le este cunoscută apartenența etnică.